# مقياس مطر

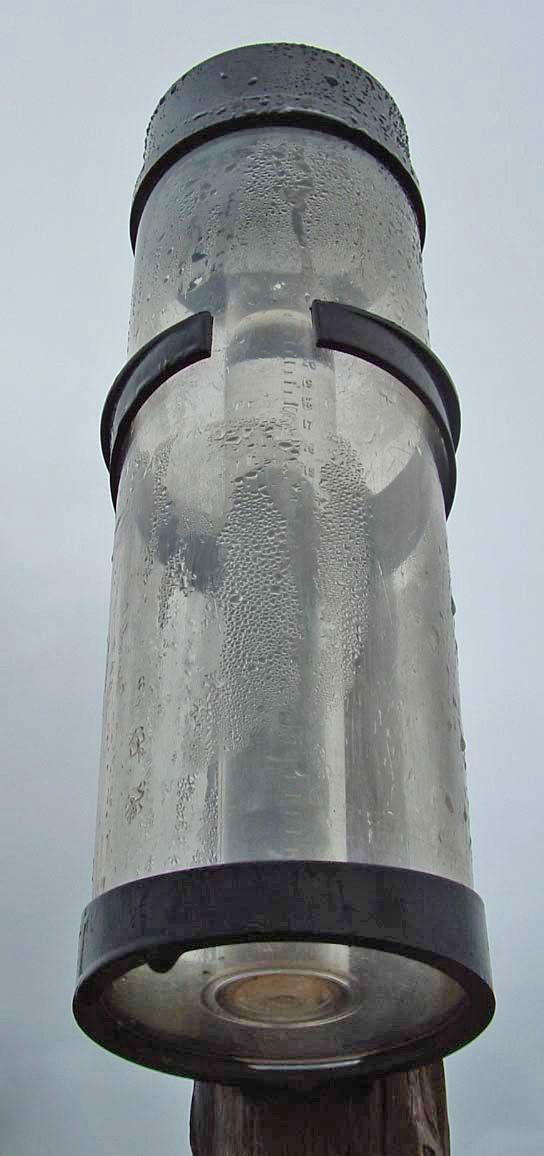
مقياس المطر القياسي

مقياس المطر وهو عدة يستخدمها علماء الأرصاد لجمع الأمطار وقياس مقدار هطوله خلال فترة زمنية معينة، يقاس مقدار الهطول بالمليمتر.

## مسجل المطر
مسجل المطر (Pluviograph) هو جهاز يقوم بقياس كمية المطر الهاطلة وتسجيلها آلياً، وهناك عدة أنواع من مسجلات المطر منها، مسجل المطر ذو العوامة، مسجل المطر ذو الميزان، مسجل المطر ذو الجيب المائل، وهناك نوع من المسجلات يقوم بتسجيل كمية المطر الهاطلة في فترة زمنية قصيرة معينة مبيناً بذلك غزارة المطر الهائل.

### مسجل المطر ذو العوامة
هو جهاز يقوم بقياس كمية الأمطار الهاطلة وتسجيلها آلياً، ويحتوي هذا الجهاز بداخله على عوامة (فواشة)ترتفع بدخول المطر الهاطل إلى الجهاز، ويرتفع معها ذراع ريشة مثبتة على حامل، فتخط الريشة على المخطط الموجود على اسطوانة ما يدل على كمية الأمطار الهاطلة.

## قياس الثلج
مقياس الثلج هو قياس كمية الثلج الهاطلة، إذ يُقاس الثلج بجهاز قياس المطر العادي نفسه، ثم وبإذابة الثلج في الجهاز ومن ثم صبه في الأنبوب المدرج المخصص لقياس المطر حتى يمكن معرفة كمية الثلج الهاطلة وتقاس بالمليلتر. أما كثافة هطول الثلج والتي يعبر عنها بعمق الثلج ويقاس بالسنتميترات وذلك عن طريق غرس مسطرة الثلج (snow ruler) في الثلج والتأكد من وصول المسطرة إلى سطح الأرض ويتم تحديدالطول الذي يتم تسجيله عند كل قياس ويحسب عن طريق المتوسط حيث يجمع الأطوال وتقسم على مرات القياس
حساب الغطاء الثلج لسطح الآرض يكون بقياس الماء المكافئ للثلج هي عن طريق قياس الوزن النوعي للعينة وذلك باستخدام أنبوب الثلج للحصول على عينة أساسية. وتعتبر هذه الطريقة أساس لعمليات المسح للثلوج، وهو إجراء شائع في العديد من البلدان للحصول على قدر مكافئ من الماء. ويتم الحصول عليه إما بذوبان كل عينة وقياس محتواه السائل أو عن طريق وزن العينة المجمدة. وتكون وحدة القياس كلغم/م للقوة-2 حيش قانون حسابه الوزن/المساحة (كلغم/م2)

## الهوامش
1. ↑  أو الممطار أو المغياث[3]